# Ямбирно
Ямбирно — село в Шацком районе Рязанской области, административный центр Ямбирнского сельского поселения.

## Географическое положение
Село Ямбирно расположено на Окско-Донской равнине на левом берегу реки Цны в 27 км к северо-востоку от города Шацка. Расстояние от села до районного центра Шацк по автодороге — 30 км.
К востоку от села протекает река Цна, к северо-востоку расположен остров Лосиный (Таманский), к северо-западу — балка Усадовский Овраг. Ближайшие населённые пункты — село Инная Слобода, деревни Ужово и Усеиново (Сасовский район).

## Население
| 1989 | 2010 | 2012 |
| ---- | ---- | ---- |
| 550  | ↘412 | ↗480 |

## Происхождение названия
Рассказывают,[кто?] что много-много лет назад[уточнить] в месте, где сейчас расположено село Ямбирно произошла битва татар с русскими, в которой погиб один из лучших военачальников хана Батыя — Ям. По преданию,[какому?] хан так любил Яма и так сожалел о его смерти, что приказал назвать близлежащее поселение Ямбирно. «Бирно» в переводе с древнемонгольского означает «сложил голову». В другом варианте легенды военачальника звали Бирн, а ям — это «яма», «могила». То есть Ямбиро — «могила Бирна».
Ещё одно объяснение названия села происходит от татарского «бир» — первая, и «ям» — почтовая станция.

## История
Окрестности села Ямбирно были заселены людьми издревле. В 250 м к юго-востоку от села, на правом берегу реки Цны, находится поселение Ямбирно эпохи бронзового и раннего железного веков (2—1 тыс. до н. э.). Здесь же обнаружены остатки поселения XV—XVII вв.

Изначально Ямбирно было мордовской деревней, возникшей на берегу реки Цны не позднее середины XVI в. Впервые деревня Ямбирно упоминается в писцовых книгах Федора Чеботова при описании вотчин великой инокини Марфы Ивановны в Верхоценской волости Шацкого уезда за 1623 г., где ей дается следующее описание: 
«Деревня Янбирина на реке на Цне, в ней крестьянские пашни 24 четьи в полуосминою и с полполполтретником, да мордовские пахаты 7 четьи без полуосмины, и обоего крестьянские и мордовские пахаты 31 четьи и полполполтретника в поле, а в дву потомуж, сена по врагу у крестьян и у мордвы вопче 18 копен».
В то время большая часть мордвы придерживалась традиционных народных верований, исповедовала язычество. В 1654 г. преосвященный Мисаил, архиепископ Рязанский и Муромский, испросив благословение у Патриарха, в сопровождении нескольких священников отправился с миссионерской поездкой по мордовским селениям и крестил более 300 человек.
В 1655 г. владыка Мисаил отправился во вторичную миссионерскую поездку в восточные районы своей епархии, крестив при этом около 4200 человек татар и мордвы. П. И. Мельников-Печерский писал, что, «переезжая из места в место, Мисаил… крестил мордву, заставляя рубить их священные рощи и сожигая срубы на их кладбищах». Эти действия вызвали недовольство местного населения, которое часто отказывалось креститься. 1 апреля 1655 г. на пути от села Березово к деревне Ямбирно владыку окружили язычники. Свита разбежалась, а Мисаил стал убеждать возбужденных людей уверовать во Христа, но один из них выстрелил в него из лука. Стрела попала в район сердца. Истекающего кровью владыку Мисаила посадили в сани и привезли в близлежащее село Агломазово, где он 10 апреля 1655 г. скончался. После убийства архиепископа Мисаила большая часть мордвы ушла из окрестных деревень, опасаясь репрессий властей, и они окончательно заселяются русскими крестьянами. В настоящее время Мисаил почитается как местночтимый святой Рязанской епархии в лике священномучеников.
По данным переписных книг за 1710 г. в деревне Ямбирно насчитывалось 10 крестьянских дворов, в коих проживало 40 душ мужского и 24 женского пола.
По итогам 3-й ревизии в 1764 г. деревня Ямбирно числилось в вотчине обер-шталмейстера Льва Александровича Нарышкина (1733+1799 гг.), и в ней насчитывалось 33 двора, в коих проживало 108 душ мужского и 106 женского пола.
Деревня Ямбирно принадлежала Нарышкиным и позднее, но в конце XIX в. часть их имения здесь была приобретена Иваном Емельяновичем Сельдемировым, построившими в Ямбирно в 1893 г. усадебный дом с хозяйственными постройками.
К 1911 г., по данным А. Е. Андриевского, деревня Ямбирно относилась к приходу Преображенской церкви села Инина Слобода и в ней насчитывалось 81 двор, в коих проживало 259 душ мужского и 276 женского пола. К этому времени Ямбирно являлось административным центром Ямбирнской волости Шацкого уезда: здесь размещались волостное правление, медпункт и смешанная земская школа.

В годы Октябрьской революции 1917 г. и последовавшей Гражданской войны 1918—1920 гг. деревня Ямбирно становится одним из опорных пунктов советской власти в Шацком уезде. Здесь действовал влиятельный комитет бедноты (комбед), принявший, по воспоминаниям первого председателя Шацкого укома РКП(б) А. П. Иванова, на общем собрании исторический документ-протокол: 
«Беднота, находясь в очень критическом положении в отношении продовольственного вопроса, уяснив себе отношения и взгляды местных кулаков и мироедов, пришла к неуклонному бесповоротному решению: воедино сплотиться и общими силами бороться с нашими вековыми угнетателями, так как дорога с деревенской буржуазией — нашим злейшим врагом, приводит всех к безвыходному положению…Мы все не хотим больше оставаться беспартийными, и все как есть вступаем в самую справедливую пролетарскую и крестьянскую партию». 
Под этим протоколом поставили подписи 17 человек.
В дальнейшем по инициативе комбеда и новых членов РКП(б) в деревне были проведены реквизиции имущества зажиточных крестьян, в лучших домах деревни, принадлежавших ранее кулакам, начали работать волостной совет, клуб, изба-читальня и здравпункт. Земли помещичьей экономии, наделы духовенства, излишки пахотных и луговых угодий, захваченные кулаками, были распределены среди крестьян деревни по числу едоков. При проведении сева малоимущим оказывалась помощь семенами, безлошадным — тягловой силой. При поддержке продотряда было реквизировано у кулаков и отправлено в голодающие районы страны свыше 20 тыс. пудов хлеба. Это привело к ответной реакции зажиточных крестьян. В одну из ночей кулаки схватили и сожгли живьем на кострах, привязав к оглоблям, шестерых из тех, кто стал первыми коммунистами на деревне, в том числе и секретаря партячейки, председателя комбеда С. Половинкина, участника Октябрьской революции 1917 г. в Петрограде.
В советское время Ямбирно оставалось административным центром волости, затем сельского совета, в связи с чем его статус был повышен, и оно стало писаться селом. Здесь действовал крахмальный завод, в 1930-е гг. был организован колхоз.

## Социальная инфраструктура
В селе Ямбирно Шацкого района Рязанской области имеются отделение Сбербанка России, отделение почтовой связи, врачебная амбулатория, Ямбирнская основная общеобразовательная школа (филиал Лесно-Конобеевской СОШ), детский сад, Дом культуры и библиотека.

## Транспорт
Основные грузо- и пассажироперевозки осуществляются автомобильным транспортом. Через село Ямбирно проходит автомобильная дорога федерального значения М-5 «Урал»: Москва — Рязань — Пенза — Самара — Уфа — Челябинск.

## Достопримечательности
- Поклонный крест на месте убийства язычниками священномученика Мисаила, архиепископа Рязанского и Муромского, в 1655. Установлен по дороге от Ямбирно на город Сасово.
- Усадьба дворян Сельдемировых, конец XIX — начало XX вв. Сохранность средняя: сохранились усадебный дом, служебный флигель, хозяйственные постройки и усадебный парк.[10]

## Известные уроженцы
- Фёдор Фёдорович Куприянов (1924—1996 гг.) — авиаконструктор, доктор технических наук, заслуженный изобретатель РСФСР, дважды лауреат Государственной премии СССР.